# 요시노가리 유적

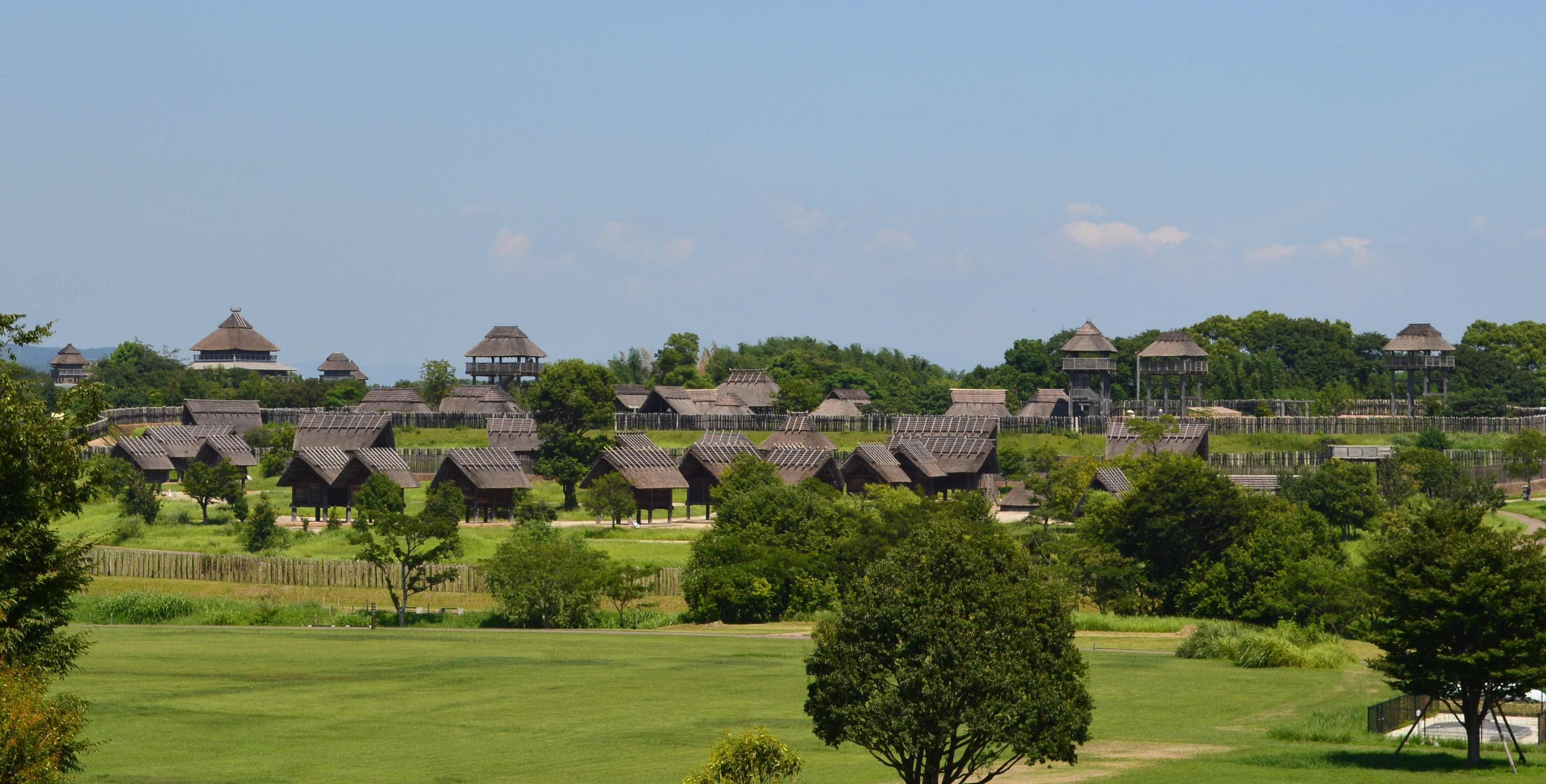
요시노가리 유적

요시노가리 유적(일본어: 吉野ヶ里遺跡)는 일본 사가현 간자키군 요시노가리정과 간자키시에 있는 유적이다. '요시노가리'는 좋은 들판이 있는 마을이라는 뜻이다.

## 개요
야요이 시대 마을 발전상을 고스란히 전해주는 유적이다. 1986년 공업단지를 개발하려고 사전 발굴조사를 벌인 결과 약 12만평이 넘는 대규모 마을 유적이 발견돼 일본 뿐만 아니라 세계 학계를 놀라게 했다. 유물들은 모두 한반도의 영향을 받은 것들이다.

## 같이 보기
- 야요이 시대
- 사가현
- 진주 대평리 유적
- 민무늬토기 시대